# CANDYMAN (バンド)
CANDYMAN（キャンディマン）は2005年に結成された日本の音楽バンド。flow-warのメンバーだった安保"Suginho"一生（杉元一生）と及位"CANDY"平（及崎森平）、および小本"P"克也の3人によって構成されていた。
2009年3月28日の新宿MARZでの「LAST LIVE」を以て解散。のち及位によって後継バンドであるNumberClubが結成される。

## 概要・来歴
- 2005年、元flow-warの及位"CANDY"平（及崎森平）と安保"Suginho"一生（杉元一生）を中心に結成。
- 2005年7月28日、下北沢ERAにて初ライブを開催[2]。
- 2006年10月28日、1stシングル「Fatman」、1stDVD「CANDYMAN the movie -Season 1- 『LIVE LIVE LIVE』」をリリース。
- 2007年6月18日、2ndシングル「Mt.Needle」をリリース。
- 2007年10月1日、2nd DVD「CANDYMAN the movie -Season 2- 『2nd Single レコ発&ほぼ2周年 TOUR』」をリリース。
- 2008年6月22日、1stアルバム「Laughingstock」をリリース。
- 2009年3月28日、新宿MARZでの「LAST LIVE」で解散[1]。

## メンバー
- 及位"CANDY"平（のぞき・キャンディ・たいら、1976年10月1日） - ボーカル
- 安保"Suginho"一生（あんぼ・スギーニョ・いっせい、1972年5月8日 - ） - ギター
- 小本"P"克也（おもと・ピー・かつや）- ベース

## サポートメンバー
- 南都亮二（なんと りょうじ）- ドラムス

## 作品
通信販売またはライブ会場での販売のみ。

### シングル
- Fatman （2006年10月28日）
  1. Fatman
  2. 老人A
  3. ARMS
- mt Needle （2007年6月18日）
  1. mt needle
  2. kimigayo

### アルバム
- Laughingstock （2008年6月22日）

### DVD
- CANDYMAN the movie -Season 1- 『LIVE LIVE LIVE』 （2006年10月28日）
- CANDYMAN the movie -Season 2- 『2nd Single レコ発&ほぼ2周年 TOUR』 （2007年10月1日）